# Otar Korghalidze
Otar Korghalidze (Georgisch: ოთარ კორღალიძე) (Tbilisi, 2 september 1960) is een voormalig voetballer uit Georgië. Hij speelde als aanvallende middenvelder in onder meer Georgië, Oostenrijk, Azerbeidzjan en Estland gedurende zijn loopbaan.
Korghalidze beëindigde zijn actieve carrière in 2000 in Estland bij FC Kuressaare. Hij werd tweemaal topscorer van zijn vaderland, als speler van Goeria Lantsjchoeti. Korghalidze speelde mee in de eerste officieuze interland van het Georgisch voetbalelftal op 27 mei 1990, toen de ploeg met 2-2 gelijkspeelde tegen Litouwen. Zijn zoon Levan Korghalidze speelde later ook voor de nationale A-selectie. Na zijn loopbaan stapte Korghalidze het trainersvak in. Hij was onder meer trainer-coach van Sioni Bolnisi.

## Erelijst
Goeria Lantsjchoeti
- Topscorer Oemaghlesi Liga

1991 (14 goals)
1992 (40 goals)